# Chimenea

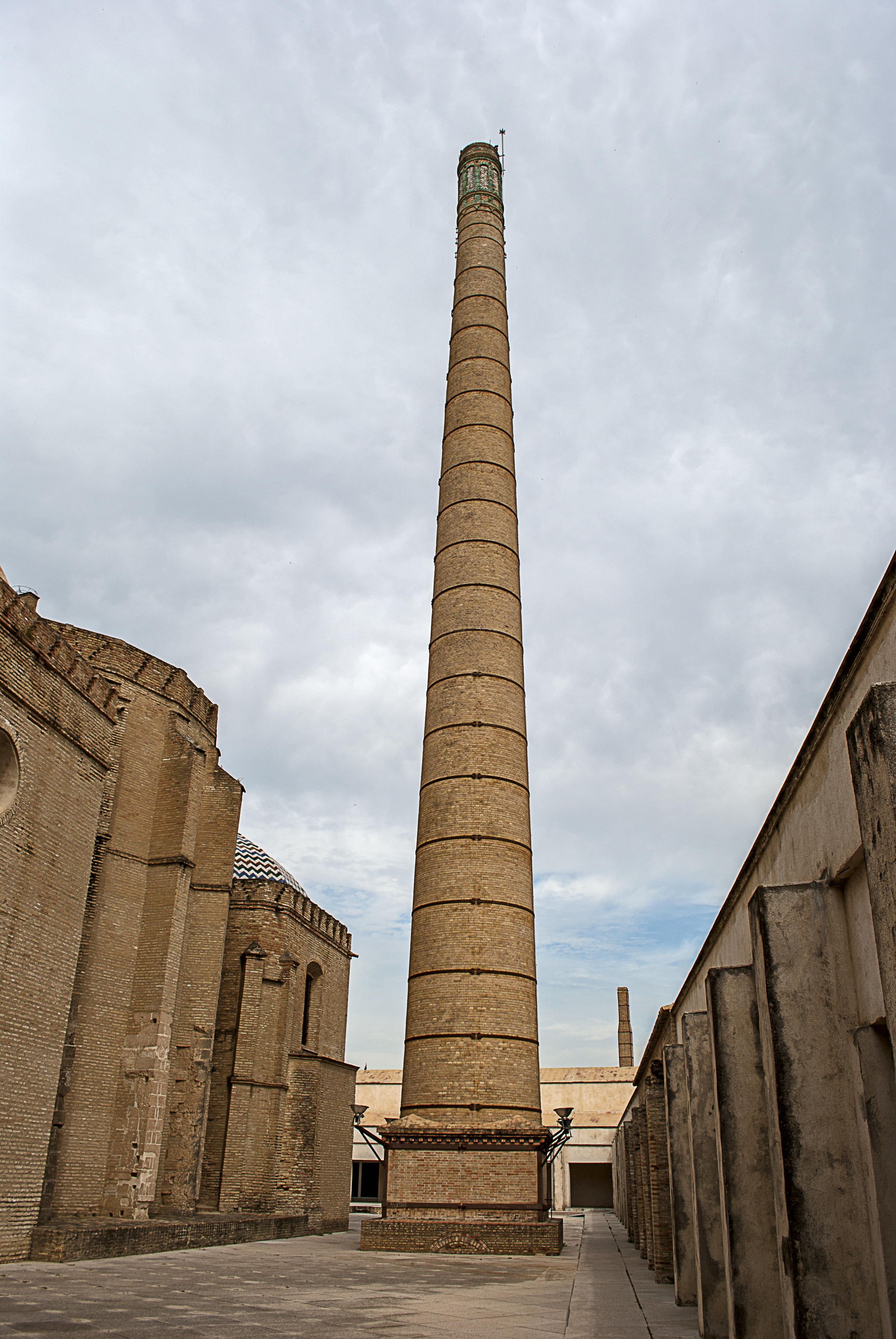
Antigua chimenea de horno de cerámica de la fábrica del Monasterio de la Cartuja (Sevilla, España). Estas chimeneas son un ejemplo histórico de la arquitectura industrial de los siglos y

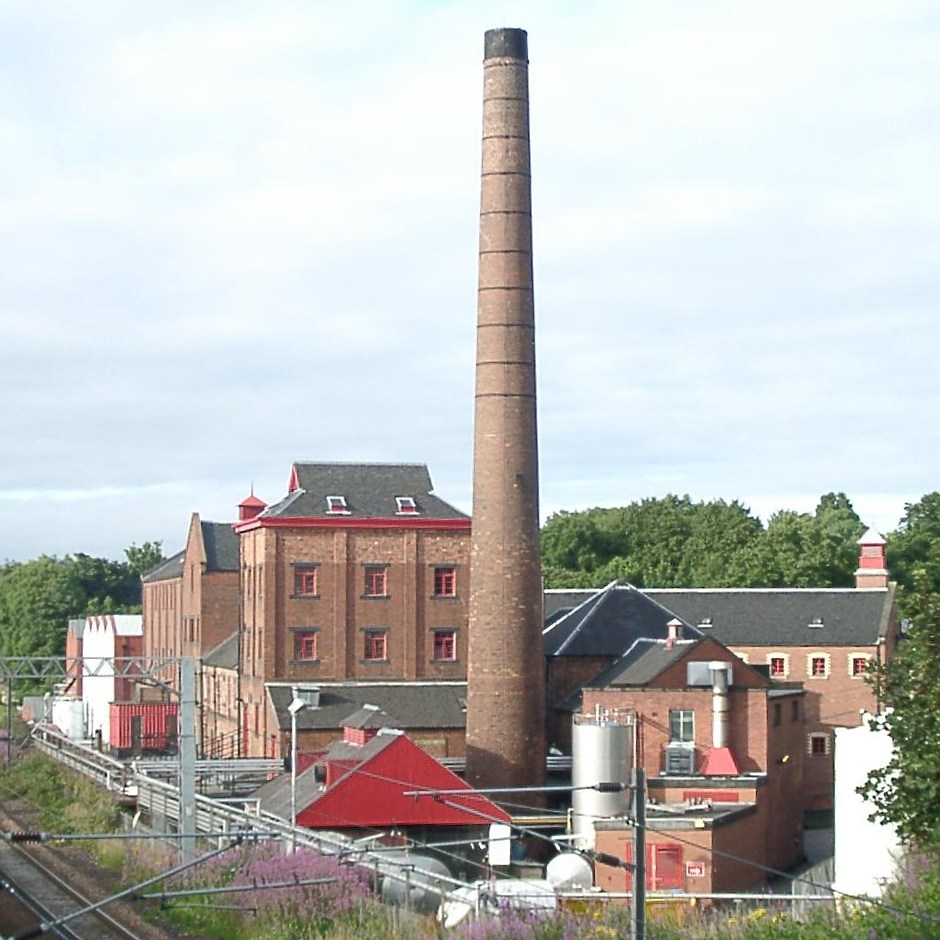
Chimenea en una cervecería

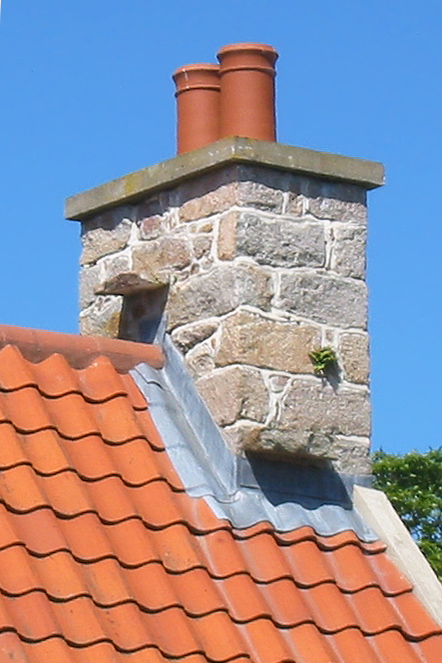
Una chimenea de una casa, con dos cañones

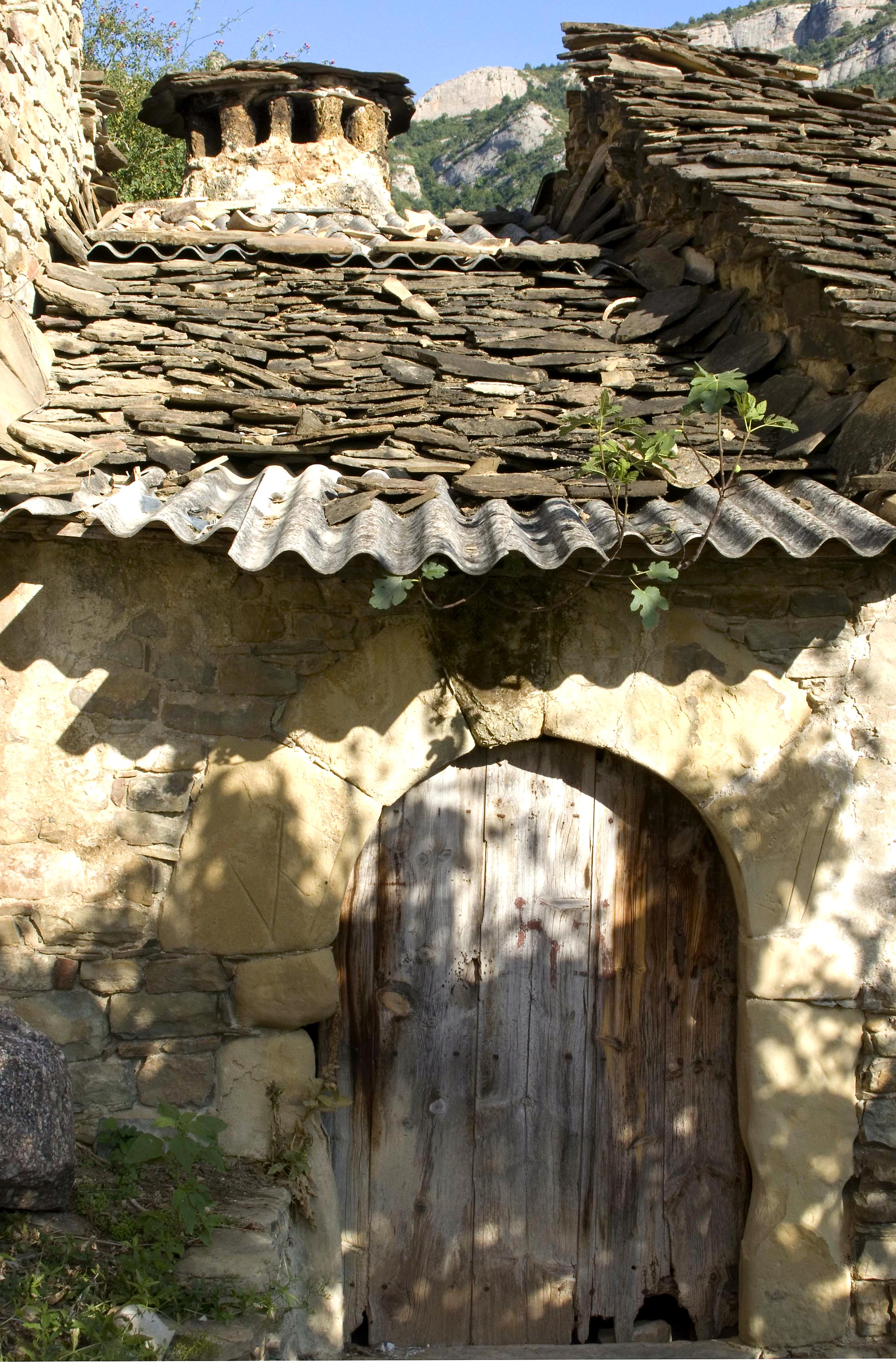
Chimenea en Pardinella (Ribagorza)

Una chimenea  es  un cañón o conducto para que salga el humo que resulta de la combustión. El término también tiene otras acepciones, muchas en realidad, ya que en general se conoce como tal a casi cualquier hueco o conducto, generalmente vertical, en el que de forma natural o provocada, se produzca el conocido como efecto chimenea, consistente en el movimiento vertical ascendente de un fluido, frecuentemente un gas, debido a la diferencia de densidad del mismo a lo largo de su altura.
También está muy generalizada la metonimia, mediante la cual, al conjunto formado por un hogar abierto  y una chimenea se le conoce con el nombre exclusivo de chimenea, que en el caso de que esté revestida, o tenga alguna intención decorativa, o alguna otra razón no bien determinada, se le añade el apelativo de francesa.
En el término chimenea habría que distinguir entre el conducto de humos, que es el conducto interior por el que circulan los gases procedentes de la combustión y cuyas características son las que interesan, y el resto, envolvente o estructura aislada y resistente que puede adoptar multitud de formas. La parte vertical de la chimenea desde la coronación a la base, se denomina fuste de la chimenea. Pueden existir otros tramos no verticales, que son conductos de unión entre la chimenea propiamente dicha y la caja de humos, que es el punto de encuentro del generador con la chimenea.

## Historia
La chimenea es una solución arquitectónica de aparición relativamente tardía. Los griegos a lo más que llegaron fue a practicar un agujero en el techo para dar salida al humo del hogar, abertura que en la Antigua Grecia se llamó kapnodeia. Si bien se ha traducido por chimenea era un mero respiradero en el techo que solía cerrarse mediante una válvula. Por lo general, como muestra el teatro antiguo, si se acumulaba el humo se le hacía salir por las ventanas.
El uso de las chimeneas industriales se remonta a los romanos, que sacaban el humo de sus panaderías con tubos empotrados en las paredes. Sin embargo, las chimeneas domésticas aparecieron por primera vez en las grandes viviendas del norte de Europa en el siglo XII. Lo que puede considerarse como la chimenea más antigua de la historia se halló en Pompeya y data del siglo I: es una construcción cuadrada formada por cinco tubos que se unen en uno único que sale al exterior por encima de la casa.
El ejemplo más antiguo que se conserva de una chimenea inglesa, entendido como un tipo de chimenea más moderna, se encuentra en el torreón del castillo de Conisbrough en Yorkshire, que data del año 1185. Sin embargo, no se generalizaron en las casas hasta los siglos XVI y XVII.
En España, donde primero aparecieron fue en el Reino de Castilla en el siglo XIII, y su uso se generalizó en el siglo XIV. En aquella época surgió un estilo de chimenea. Tanto en España como en Italia o Francia la chimenea dominó el paisaje urbano de las ciudades a partir del Renacimiento. Por entonces, la chimenea ya no era de uso exclusivo de la nobleza y la burguesía, sino que formaba parte de usos y costumbres del pueblo.
Las campanas de humo sirvieron como método para recolectar el humo en una chimenea. Por lo general, eran mucho más anchas que las chimeneas modernas y comenzaban relativamente altas por encima del fuego, lo que significaba que podía escapar más calor a la habitación. Debido a que el aire que subía por el pozo era más frío, estos podrían estar hechos de materiales menos ignífugos. Otro paso en el desarrollo de las chimeneas fue el uso de hornos empotrados que permitían hornear en casa. Las chimeneas industriales se hicieron comunes a finales del siglo XVIII.
Las chimeneas de las viviendas ordinarias se construyeron primero con madera y yeso o barro. Desde entonces, las chimeneas se han construido tradicionalmente con ladrillo o piedra, tanto en edificios pequeños como grandes. Las primeras chimeneas eran de construcción sencilla con ladrillos. Las chimeneas posteriores se construyeron colocando los ladrillos alrededor de revestimientos de azulejos. Para controlar las corrientes descendentes, a veces se colocan en la parte superior de las chimeneas tapas de ventilación (a menudo denominadas sombreretes de chimenea) con una variedad de diseños.
En los siglos XVIII y XIX, los métodos utilizados para extraer plomo de su mineral producían grandes cantidades de gases tóxicos. En el norte de Inglaterra, se construyeron largas chimeneas casi horizontales, a menudo de más de 3 km de largo, que generalmente terminaban en una chimenea vertical corta en una ubicación remota donde los humos causarían menos daño. Se formaron depósitos de plomo y plata en el interior de estas largas chimeneas, y periódicamente se enviaban trabajadores (deshollinador) a lo largo de las chimeneas para raspar estos valiosos depósitos.
La invención del tiro forzado asistido por ventilador a principios del siglo XX eliminó la función original de la chimenea industrial, la de llevar aire a las calderas generadoras de vapor u otros hornos. Con la sustitución de la máquina de vapor como motor principal, primero por motores diésel y luego por motores eléctricos, las primeras chimeneas industriales comenzaron a desaparecer del paisaje industrial. Los materiales de construcción cambiaron de piedra y ladrillo a acero y luego hormigón armado, y la altura de la chimenea industrial estuvo determinada por la necesidad de dispersar los gases de combustión para cumplir con las normas gubernamentales de control de la contaminación del aire.
Actualmente, las chimeneas históricas de ladrillo aún se mantienen como símbolos del patrimonio industrial en todo el mundo. Lamentablemente, muchas han desaparecido al perder su función, pero en otros casos se han convertido en un reclamo turístico. Es el caso de Tomelloso (Castilla-La Mancha, España) donde quedan 36 chimeneas de las antiguas destilerías de vino, las cuales se iluminan y son visitables. Igualmente, hay que destacar la pionera Ley de Patrimonio de la Comunidad Valenciana (España), que protege las chimeneas anteriores a 1940 como de Bien de Relevancia Local (BRL).

## Chimenea y combustión
En la combustión, la chimenea juega un papel mucho más importante que el aparente de evacuar los humos al exterior.
La combustión es un proceso de oxidación en el que un elemento; el combustible, reacciona con el oxígeno (generalmente del aire) formando substancias gaseosas, denominadas humos y desprendiendo calor y normalmente luz. La combustión más frecuente es la de los compuestos del carbono y del hidrógeno en contacto con el aire. Para que la combustión sea completa, es preciso que la cantidad de aire añadida, tenga, al menos, el oxígeno suficiente para transformar todo el hidrógeno en agua y todo el carbono en {\displaystyle CO_{2}}. En la práctica, es necesario un pequeño exceso de aire, para garantizar que toda porción de hidrógeno y carbono, encuentra la correspondiente de oxígeno, para quemarse íntegramente, aunque debe ser el menor posible, ya que parte del calor formado se gasta en calentar este aire, lo que disminuye el rendimiento de la combustión.
Como puede deducirse, lo más importante para obtener una buena combustión, es que llegue al combustible la cantidad de aire necesario y que la mezcla entre combustible y comburente sea lo más perfecta posible. Esto lo realiza en gran parte la chimenea, que se convierte así, en un elemento fundamental para conseguir un buen rendimiento en la combustión.

## Tiro natural

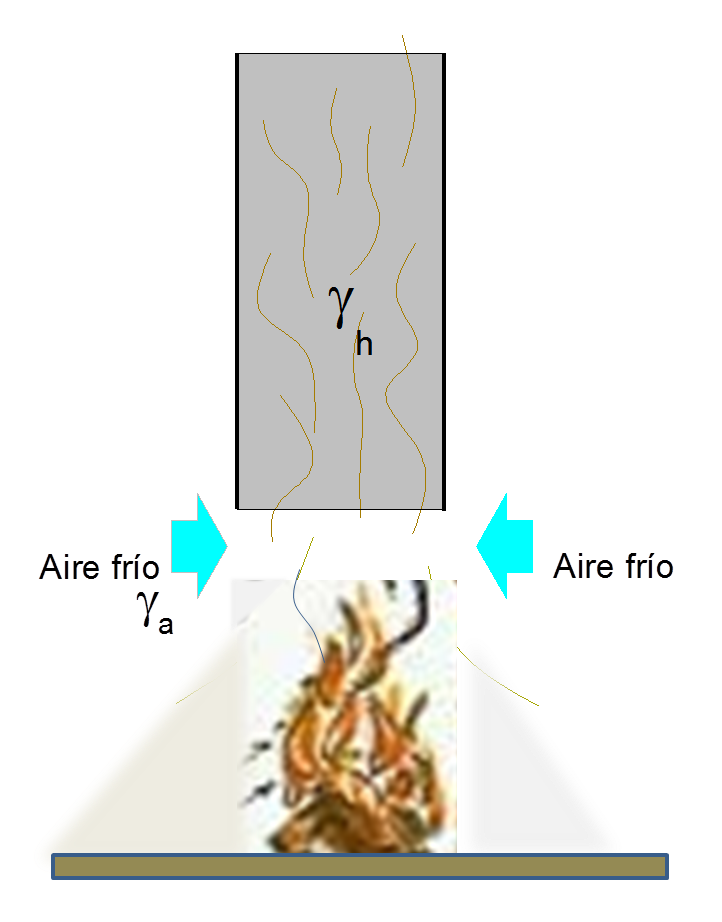
Efecto chimenea en fuego abierto

Al colocar sobre un fuego un tubo ancho vertical, la llama se alarga y se hace más clara, porque los gases calientes formados, menos densos que el aire frío exterior, ascienden por el tubo, lo que produce una depresión en la base de la chimenea, tanto mayor cuanto mayor es la diferencia de densidad entre los gases calientes y el aire frío. Esta depresión o diferencia de densidades es lo que se conoce como tiro natural y es lo que produce, que el espacio dejado por los gases calientes evacuados a través de la chimenea, sea llenado por aire frío nuevo, que entra a través de la boca del hogar, aportando oxígeno nuevo para la continuidad de la combustión. Se debe procurar, por tanto, que el aire nuevo que entra al hogar, lo haga de forma que tome contacto con la mayor parte posible de combustible.
Llamando P a la presión exterior, es decir la que ejerce el aire sobre el hogar, y P’ a la interior del hogar, el tiro será  P-P’. Tanto la presión exterior como la interior son debidas al peso de la columna correspondiente:
El peso de la columna de gases en el interior de la chimenea, será:
{\displaystyle peso_{humo}=S.h.\gamma _{h}}
en la que {\displaystyle S} es la superficie de la chimenea, {\displaystyle h} su altura y {\displaystyle \gamma _{h}} es el peso específico de los humos.
El peso de una columna igual de aire será:
{\displaystyle peso_{aire}=S.h.\gamma _{a}}
Como el tiro es la diferencia de presiones, será diferencia de pesos por unidad de superficie, es decir:
{\displaystyle tiro={\frac {S.h.\gamma _{h}-S.h.\gamma _{a}}{S}}}
{\displaystyle tiro=h.\gamma _{h}-h.\gamma _{a}=h{\big (}\gamma _{h}-\gamma _{a}{\big )}}
La diferencia de peso específico será mayor cuanto mayor sea la diferencia de temperatura. Las chimeneas tiran mejor en invierno que en verano. Desde ese punto de vista interesaría que los humos que salen por la chimenea estuviesen muy calientes, pero eso iría en detrimento del aprovechamiento del calor en el hogar, por lo que, por eso y otras circunstancias, la temperatura de salida de los humos se suele controlar alrededor de los 200 °C. A esa temperatura, el peso de los humos varía para cada combustible, pero un valor medio puede ser 0,75 kg/m³, en cuyo caso, considerando la presión atmosférica 1 kg/m³, el tiro para una altura unidad, sería:
{\displaystyle 1m(\gamma _{h}-\gamma _{a})=} 0,75 – 1 {\displaystyle =} - 0,35 kg/m²
La presión es negativa, es decir, por debajo de la atmosférica y expresa la depresión en la base da la chimenea por cada metro de altura de esta. Por lo tanto, cuánto más alta sea la chimenea mayor será el tiro disponible.
Por otra parte, cuánto más alta es la chimenea, mayor es la pérdida de presión o pérdida de carga que sufren los humos en su circulación hacia el exterior, con la consiguiente disminución de la velocidad de salida, la cual tiene un límite aconsejable
Con estas premisas, el tiro disponible o depresión teórica, debe ser suficiente para expulsar los humos con la velocidad mínima requerida, venciendo las pérdidas de carga producidas en la circulación y manteniendo aún la depresión suficiente en el hogar para que afluya el aire necesario para la combustión.

## Hogar abierto
Los primeros hogares fueron abiertos, es decir, en contacto directo con el ambiente, y aun hoy existen todavía multitud de aparatos con este sistema, como son; las mencionadas chimeneas francesas, los hornos de leña y las calderas de combustibles sólidos.
En este tipo de aparatos, si no se cumplen las condiciones indicadas, los humos no pueden llegar al exterior y revocan hacia el interior de la estancia.

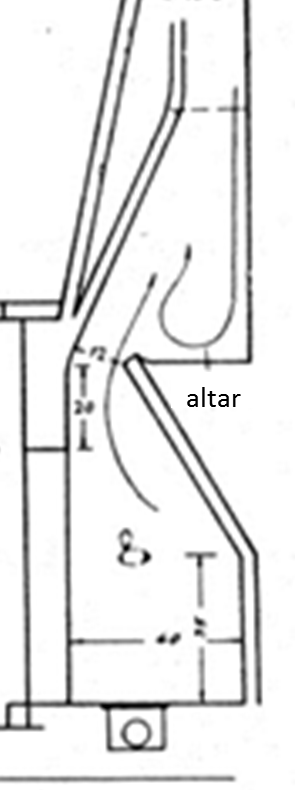
interior de chimenea, con altar para eliminar el tiro inverso

Su rendimiento depende fundamentalmente del tiro de la chimenea y sus condiciones de funcionamiento pueden llegar a ser peligrosas, ya que la falta de tiro supone defecto de aire en el hogar y por tanto combustión incompleta con producción de monóxido de carbono. Si no se está dispuesto a asumir las necesidades de ventilación y los requerimientos de altura y dimensionamiento de la chimenea, no se deben utilizar este tipo de aparatos.
La sección de la chimenea no interviene para nada en el tiro, sin embargo el aumento de sección disminuye la pérdida de carga
y puede paliar algo la falta de tiro, aunque con disminución de la velocidad, ya que: 
caudal = velocidad . sección
Un exceso de sección, por otro lado, puede provocar 'tiro inverso', es decir, se invierte el sentido de circulación en la chimenea, con el consiguiente revoque de los humos. De ahí que las chimeneas de hogar abierto, tan apetecibles en los chalés y casas rurales, pero en general con chimeneas de poca altura y mucha sección, deban incluir en su construcción una forma interior, conocida en algunas zonas como altar, cuyo fin es impedir el tiro inverso. El rendimiento, como generador de calor, de este tipo de hogar, es muy bajo, no llegando, en el mejor de los casos, al 35%. No hay que desdeñar sin embargo el efecto psicológico de calor de hogar y el encanto de una reunión alrededor del fuego.
El cálculo técnico de las dimensiones de una chimenea, teniendo en cuenta sus características geométricas, material de construcción, lugar de emplazamiento, condiciones climatológicas de la zona de emplazamiento, tipo de combustible y potencia, se recoge en la norma UNE 123001/2003.

## Hogar en sobrepresión
En los generadores con hogar en sobrepresión, se utilizan quemadores provistos de ventilador que se encarga de suministrar el aire necesario para la combustión.
Estos quemadores se deben seleccionar de forma que su ventilador además de suministrar el caudal de aire necesario para el combustible a quemar, aporten la presión suficiente para vencer las pérdidas de carga del circuito de humos del generador, de forma que los humos queden depositados en el cajón de humos situado en la base de la chimenea y de allí sean evacuados por el tiro natural de la misma.

## Tiro forzado
La forma más fácil de solucionar la falta de tiro es elevando más la coronación de la chimenea. Sin embargo, esto no es siempre posible y hay que ayudar al tiro natural con un ventilador intercalado en el conducto de humos. Esto es lo que se conoce como tiro forzado.
Esta solución, que no es recomendable, salvo que no haya otra para conseguir tiro natural, suele utilizarse por los llamados aceleradores de tiro o en sistemas de depuración de humos.
Se tiende, por la facilidad de acceso, a instalar el ventilador en la parte baja de la chimenea, en el punto de unión de esta con el generador. En esta posición, el hogar queda en depresión, lo cual es correcto, sin embargo el conducto de humos queda en sobrepresión, sin más función que la evacuación de gases, pero sobre todo, de forma que cualquier fisura puede originar salida de gases tóxicos hacia los locales por los que discurra la chimenea. En cualquier caso es preferible que la  chimenea quede en depresión, por lo que si se ha de instalar un ventilador debe situarse en la coronación y es recomendable enclavarlo eléctricamente con el quemador, para que funcione solo cuando lo haga este y se evite el enfriamiento del hogar durante las paradas.

## Diseño de la chimenea

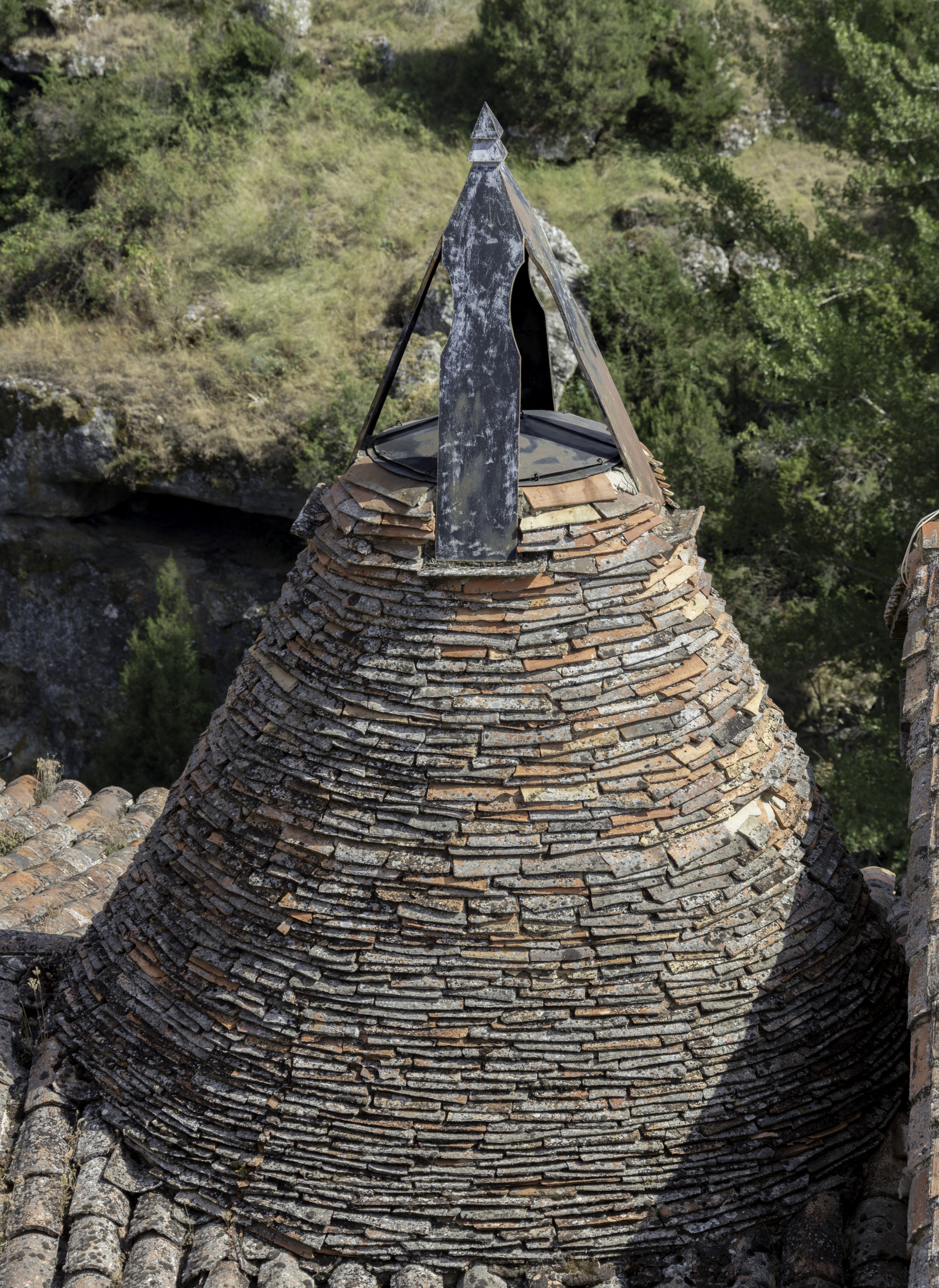
Típica chimenea cónica de Calatañazor, provincia de Soria (España).

Las condiciones de diseño de una chimenea están recogidas en la norma UNE 123001, que aunque dirigida a chimeneas de calderas de calefacción, sus prescripciones, en general, pueden ser válidas para cualquier otra aplicación. Se indican aquí algunas de las recomendaciones que suelen ser origen de duda o de confusión.

### Situación y altura
La chimenea será totalmente independiente de los elementos estructurales y de cerramiento del edificio. Aun siendo exterior al edificio, no se deben aprovechar para su construcción los muros del mismo. La chimenea debe ser totalmente exenta, de forma que pueda tener sus movimientos de dilatación sin transmitir tensiones o ruidos al edificio

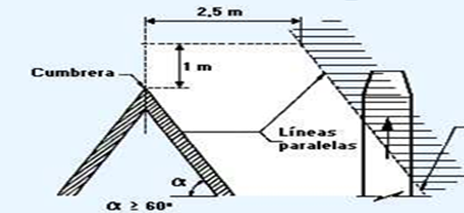
UNE 123001- Situación, altura y distancia a la cumbrera

La chimenea se debe situar en la cubierta del edificio cuidando de que quede 1 m por encima de cualquier obstáculo situado a menos de 10 m de ella y por encima de la parte superior de cualquier ventana o hueco de ventilación situado a entre 10 y 50 m. Igualmente deberá quedar por encima, no de la cumbrera del tejado, sino de una paralela a la pendiente del mismo trazada a 2,5 m de distancia de ésta, desde un punto situado 1 m por encima de la cumbrera.(ver figura)

### Geometría
La sección transversal de las chimeneas, será preferentemente circular. Si la sección es rectangular, la relación entre lados mayor y menor no debiera ser superior a 1,5. Hay que tener en cuenta que a igualdad de sección, la circular es la que menos pérdida de carga tiene.
En el diseño del tramo vertical se evitarán los cambios de dirección y de sección. De ser necesarios, los cambios de dirección deben efectuarse con radios de curvatura iguales o superiores a 1,5 veces el diámetro hidráulico del tramo y los cambios de sección con ángulos de divergencia iguales o inferiores a 15°.
Los cambios de dirección no anulan el tiro natural, pero suponen un incremento de la pérdida de carga debida a los codos y el aumento de longitud, que se debe comprobar no disminuya excesivamente el tiro.
Los cambios de sección, en general, no son recomendables; pero sobre todo hay que evitar las reducciones, que pueden dar lugar a la formación de bolsas de gases.

### Remates
Este es un punto muy controvertido en la terminación de las chimeneas. En general todas las normativas y tratados sobre chimeneas desaconsejan la utilización de sombreretes o remates decorativos en la chimenea.
Hubo un tiempo en que se aconsejaba la utilización de un sombrerete que evitara la entrada de agua de lluvia, pero la verdad es que la cantidad de agua de lluvia que puede entrar, aun considerando condiciones muy adversas, es muy inferior a la que produce el combustible en forma de vapor, que puede condensar y de hecho condensa en los arranques.
Los remates decorativos impiden la libre salida vertical de los humos, hacen de pantalla deflectora hacia las cubiertas y terrazas, evitan la dispersión de los humos y aumentan la contaminación.
Por otro lado, hay profesionales que defienden la utilización de sombreretes en estufas y chimeneas de leña. Hoy en día hay muchos tipos de sombreretes con diferentes funciones según su clase, beneficiando a la instalación en cuestiones como:
- Evitan que aniden pájaros y taponen el tubo de la chimenea.
- No entrará tanto frío.
- No se gastará tanta leña porque el tiro será generalmente menor.
- No entrará tanta agua cuando llueva y esto la protegerá de problemas derivados de la acumulación de óxido.

En la base del tramo vertical se debe disponer una zona de recogida de hollín, condensados y aguas de lluvia, provista de un registro de limpieza y un manguito de drenaje conducido al desagüe o zona adecuada, lo que constituye un elemento necesario para eliminar el agua de condensación y de lluvia indicado en el párrafo anterior.

### Materiales

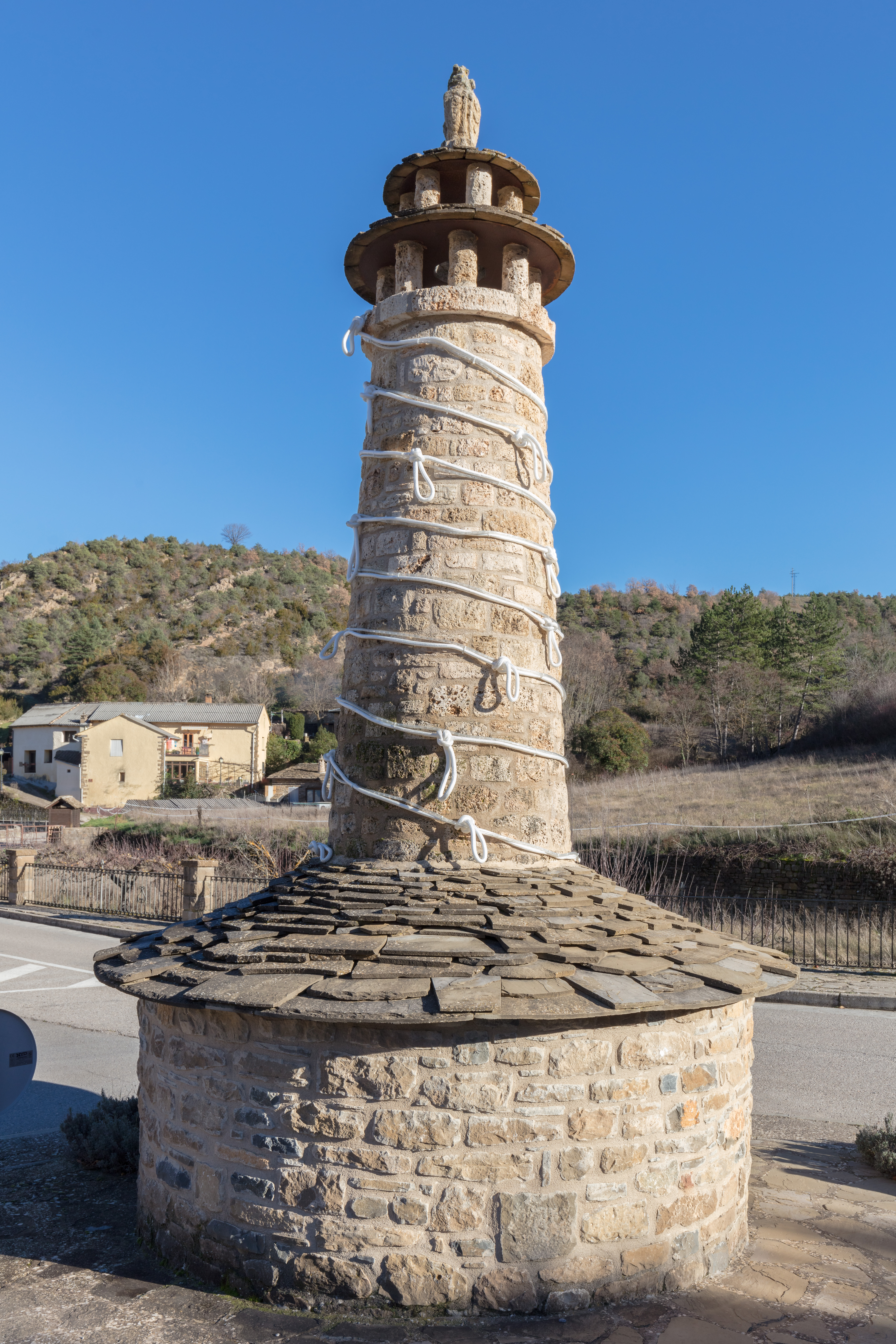
Ejemplo de chimenea troncocónica, Santa Cruz de la Serós, Huesca, España.

Las chimeneas y sus elementos accesorios se fabricarán con materiales incombustibles (clasificación A) y resistentes a la temperatura y a los agentes agresivos presentes en los humos. Se recomienda la instalación de chimeneas metálicas homologadas, en particular de acero inoxidable.
Aunque no son obligatorias, las chimeneas prefabricadas de acero inoxidable con aislamiento consiguen unas prestaciones imposibles de alcanzar con una chimenea de construcción.
Las chimeneas se aislarán térmicamente en todo su recorrido con el fin de evitar el enfriamiento de los humos. El aislamiento de la chimenea es fundamental y más en el caso de una chimenea de construcción, pero no solo para evitar el enfriamiento de los humos y por tanto la disminución del tiro, sino para evitar la formación de condensados. En este aspecto hay que tener en cuenta que un generador funciona en régimen intermitente con amplios periodos de parada del quemador, durante los cuales las paredes de la chimenea se enfrían. En el siguiente arranque hasta que las paredes no alcanzan alrededor de 50 °C, los humos se condensan sobre ellas y  más las condensaciones ácidas que persisten hasta que no se alcanzan 160 °C, todo lo cual favorece la corrosión, formación de inquemados sólidos y condensación ácida sobre terrazas y cubiertas.

## Limpieza y mantenimiento
Resulta de vital importancia la realización de una correcta limpieza de la chimenea, tanto por el rendimiento como por la seguridad de la misma. El simple funcionamiento de la chimenea provoca que multitud de residuos se acumulen en los distintos conductos. Estos son elementos de fácil combustión por lo que es necesario llevar a cabo limpiezas temporalmente en función de su uso.

## Sinónimos
En México, se llama chacuaco a una chimenea alta, en particular las de los ingenios azucareros o las de las fábricas.